# タイムマシン (2002年の映画)
『タイムマシン』（The Time Machine）は、2002年のアメリカ映画で、SF映画。ワーナー・ブラザース製作。H.G.ウェルズの小説『タイム・マシン』を原作とした映画であるが、物語には大幅な脚色がされている。また、本作は1959年にアメリカで製作されたSF映画『タイム・マシン 80万年後の世界へ』のリメイク作品である。

## 概要
監督のサイモン・ウェルズは原作者H.G.ウェルズの曾孫。撮影中に体調を崩したため、一部ゴア・ヴァービンスキーが代わり、共同監督を務めた。2002年のアカデミー賞においてメイクアップ賞にノミネート。日本ではDVD「タイムマシン 特別版」が12月20日にワーナー・ホーム・ビデオから発売された。
話題になったのは『タイタニック』を手がけたデジタル・ドメイン社によるVFXである。タイムトラベルのシーンは原作小説に忠実に描かれ、あたりの景色が時間とともに移り変わっていく様子がCGを駆使して描かれた。

## ストーリー
1890年代のニューヨーク。大学教授のアレクサンダーは親友のデイビッドや家政婦のウォチット、最愛の恋人エマと幸せな日々を送っていたが、エマにプロポーズした直後、強盗に襲われてエマを失ってしまう。
エマを取り戻したいと願ったアレクサンダーは自室に篭り、4年の歳月を費やしてタイムマシンを完成させると、過去を変えることでエマを救おうとする。しかし、何度時間を遡って行動を変化させても彼女はなんらかの事故に巻き込まれて死亡し、どうしても死を回避することができない。
時間を遡っても過去を変えることはできないと悟ったアレクサンダーは、未来に“答え”を求めてタイムマシンに乗り込む。移りゆく外の景色を眺める中で「THE FUTURE IS NOW（未来は今）」という広告が気になってマシンを停止させると、時は2030年、月面を爆破することで土地を開拓し、人類は月への移住を始めていた。アレクサンダーはニューヨーク公共図書館を訪ね、透過型ディスプレイを備えた最新のVOXシステムに“答え”を求めるが、タイムトラベルは不可能であると回答されてしまう。
さらに未来へと進むことを決めたアレクサンダーだが、衝撃に驚いてすぐにタイムマシンを停止させる。2037年、月面爆破の失敗で軌道がずれた月は崩壊寸前、地上も大惨事に見舞われていた。慌ててタイムマシンに乗り込み時間移動を始めるアレクサンダーだが、衝撃を受けたマシンが大きく揺れたことで頭を打ち、時間移動の速度を最大にした状態で気絶してしまう。
朦朧とするアレクサンダーがタイムマシンを止めると、時間の表示は80万2701年。次に目覚めた場所は、知らない言葉を話すが温厚で人間そのものの種族『エロイ』が暮らす村だった。村で先生をしている女性マーラはアレクサンダーの言葉を“石の言葉”と表現し、子供の頃に学ぶが忘れていくものだと言う。マーラの付き添いでタイムマシンの無事を確認していると、村から何者かに襲撃されているらしい悲鳴が聞こえてくる。異形の襲撃者たち『モーロック』は矢で泥の印を付けた者を次々と攫っていく。アレクサンダーはマーラの弟ケイレンを守り抜くが、マーラは攫われてしまった。
攫われた人々の救出を提案するアレクサンダーに対し、村の人々は「これが自然の掟だ」と諦めた様子しか見せない。アレクサンダーはケイレンを説得し、お化けがいるという場所へ案内してもらう。そこには2030年で出会ったVOXシステム（ボックス）が無事に残っており、『モーロック』から逃げてきた『エロイ』の男が「東から来た」と言っていたことが明らかになる。『モーロック』の住処を見つけたアレクサンダーは、ケイレンに目印の火を焚くことを頼んで村へと帰るように指示する。
地下にある『モーロック』の住処に忍び込んだアレクサンダーだが、探索する内に行き着いた『エロイ』を解体する場所で見つかってしまい、ウーバー・モーロックのもとへと連れてこられる。ウーバーは『モーロック』が地下で生き延びた人類の末裔であり、地上で生き延びた『エロイ』を食料とする弱肉強食の関係にあること、各地で自分と同じように特殊能力を持つ個体が2つの種族を支配していることを話す。さらに、「エマが死ななければ、アレクサンダーがタイムマシンを完成させることはない。エマを救えば存在しなくなるタイムマシンで、エマを救えるはずがない」と語る。それは、アレクサンダーが求めた“答え”だった。
ウーバーは運ばせていたタイムマシンをアレクサンダーに差し出し、元の時代に帰ることを要求する。素直にタイムマシンに乗り込むアレクサンダーだが、不意打ちでウーバーを引き寄せると、彼も乗せた状態でタイムマシンを稼動させる。格闘の末、ウーバーの体の大部分をタイムマシンの外へ出すことに成功したアレクサンダーは、時間移動の速度を最大にすることでウーバーが朽ちていく様を見届ける。やがて辿り着いた6億3542万7810年は、『モーロック』が支配する世界になっていた。
80万2701年に帰還したアレクサンダーは1人で檻に入れられていたマーラを救出すると、未来を変えるためにタイムマシンを暴走させ、住処から脱出し始める。暴走によって溢れたエネルギーは住処中を通ると触れた『モーロック』を一瞬で朽ちさせていき、アレクサンダーとマーラは間一髪のところで事なきを得る。
村に戻ったアレクサンダーはかつて自分の屋敷があった場所を訪れ、マーラとケイレンに間取りを説明した後、「はるか昔の我が家だ」という言葉で屋敷の紹介を終える。

## 登場人物
アレクサンダー・ハーデゲン
演 - ガイ・ピアース
大学教授。1869年生まれ。愛称はアレックス。科学の可能性を信じて先進的な思想と興味を持つが現代の人間たちには認めてもらえないジレンマを持つ。偏屈だが恋人はもちろん知人や友人も愛する博愛主義者。恋人のエマの死をなかったことにするために4年の年月をかけてタイムマシンを完成させる。しかし過去に戻っても違う形でエマは死んでしまい「過去に答えはなく、未来にすがるしかない」と更なるタイムトラベルをするようになる。未来では型破りな科学者として名を残している。
マーラ
演 - サマンサ・マンバ
エロイ人の女性。この時代では極めて少ないとされる英語を話せる人物。弟に対する愛情も深い。
ボックス
演 - オーランド・ジョーンズ
2030年の科学博物館の人工知能。2030年にタイムトラベルしたアレクサンダーと初めて出会い、彼にタイムトラベルが不可能と宣言する。80万2701年にも現存しているが、この時代の人間からは「お化け」と言われている。人工知能とはいえ、あまりにも残酷すぎるほどの長い時代を生きてきたためか人生に虚しさを感じていた。ケイレンに案内されたアレキサンダーと再会し、モーロックの場所を教えた。最終的には今の時代の子供たちに昔話を教えるなどをして幸せを噛みしめていた。
エマ
演 - シエンナ・ギロリー
アレクサンダーの恋人。特許事務所の職員。アレキサンダーの微々たる変化を見抜くほどに彼を理解している。フィルビーが言うには変人だが一方ではアレクサンダーに良い影響を与えた素晴らしい女性とも認められている。アレクサンダーとのデート中に強盗に襲われて発砲されて銃弾を食らい、(作中で1度目の)死亡する。これによりアレクサンダーはタイムマシンを開発して過去にタイムトラベルをする切っ掛けになったが、そのやり直そうとした過去でも事故で2度目の死を迎えてしまう。このことからアレクサンダーは過去ではなく未来にタイムトラベルをしようとした切っ掛けにもなった。
デイビッド・フィルビー
演 - マーク・アディ
アレクサンダーの友人。妻子がいる。アレクサンダーにエマを紹介した。親友を自認し、やりたいように出来ていないアレクサンダーに同情しながらも「若いんだから、でしゃばらない」と諫める良き友人。恋人の死で偏屈になってしまったアレクサンダーのことを心配していた。アレクサンダーが現代で行方不明となったがフィルビーは「幸せな場所に行けた」と直感して安心し、主が不在となったウォチット夫人を雇用した。
ウーバー・モーロック
演 - ジェレミー・アイアンズ
未来の支配者。アレキサンダーにモーロックとエロイについて教え、エマを救うことができない答えもはっきりと指摘した。
ウォチット夫人
演 - フィリーダ・ロウ
家政婦。ユーモアのある性格でアレクサンダーからも信頼されており、「ウォチットさん」と呼ばれている。アレキサンダーが現代で行方不明となったことでフィルビーの家に家政婦として雇われる。
ケイレン
演 - オメーロ・マンバ
マーラの弟。アレクサンダーと交友を結び、アレクサンダーの時代の話に興味を持っている。アレキサンダーにボックスの場所を教えた。
生花店の店員
演 - アラン・ヤング
アレクサンダーが初めてタイムトラベルをして寄った生花店の店員。

## キャスト
| 役名                       | 俳優                                        | 日本語吹替 | 日本語吹替   |
| 役名                       | 俳優                                        | ソフト版   | テレビ朝日版 |
| -------------------------- | ------------------------------------------- | ---------- | ------------ |
| アレクサンダー・ハーデゲン | ガイ・ピアース レックス・ラング（一部の声） | 子安武人   | 東地宏樹     |
| マーラ                     | サマンサ・マンバ                            | 朴璐美     | 高橋理恵子   |
| ボックス                   | オーランド・ジョーンズ                      | 置鮎龍太郎 | 高宮俊介     |
| デイビッド・フィルビー博士 | マーク・アディ                              | 大滝進矢   | 仲野裕       |
| ウーバー・モーロック       | ジェレミー・アイアンズ                      | 小川真司   | 西本裕行     |
| エマ                       | シエンナ・ギロリー                          | 加藤優子   | 小林さやか   |
| ウォチット夫人             | フィリーダ・ロウ                            | 麻生美代子 | 瀬畑奈津子   |
| ケイレン                   | オメーロ・マンバ                            | 瀧本富士子 | 近藤玲子     |
| スパイ・モーロック         | ダグ・ジョーンズ                            |            |              |
| モーロック（声）           | ディー・ブラッドリー・ベイカー              |            |              |
| 生花店の店員               | アラン・ヤング                              |            |              |

- テレビ朝日版：初回放送2006年4月9日『日曜洋画劇場』

## エピソード
- 当初は2001年11月に公開予定だったが、9月11日にアメリカ同時多発テロ事件が起こり、ニューヨークが壊滅的になるシーンを含むため翌年に延期された[3]。
- 図書館の情報案内装置「ボックス」がハンドサインをしながらアレクサンダーに言った「Live long and prosper（長寿と繁栄を）」は、『スタートレック』のスポックの有名なセリフである[3]。
- 脚本を担当したジョン・ローガンがエロイ族の言語も創作した[3]。「En」がYou/your、「Em」がI/mine、「En'em」がWe/usを意味し、「We should throw him in the river now（彼を川へ落とそう）」は「En'em dern jal'wen fur'on tan'mas」と言う[4]。
- マーラ役のサマンサ・マンバとケイレン役のオメーロ・マンバは実の姉弟である[3]。
- 49分過ぎのシーンでアレクサンダーが読んだ石の言葉「One generation passeth away, and another cometh, but the earth abideth forever.（世代が次々と移り変わろうとも地球は永遠である）」は、旧約聖書の「伝道の書」の一節である[3]。